# Mylau
Mylau är en ortsteil i staden Reichenbach im Vogtland i Vogtlandkreis i förbundslandet Sachsen i Tyskland. Mylau var en stad fram till 1 januari 2016 när den uppgick i Reichenbach im Vogtland.  Staden Mylau hade 2 585 invånare 2015.